# María Ana de Austria y Mendoza
María Ana d'Àustria y Mendoza (Pastrana, 1568 - Burgos, 1629) va ser una religiosa espanyola.
Era neboda i cosina de reis, filla de Joan d'Àustria i María de Mendoza i dama de la infanta Joana d'Àustria, princesa vídua de Portugal.
Els prínceps de Éboli van mantenir amistat amb Joan d'Àustria, sent a la seva casa madrilenya on va conèixer a María de Mendoza, que seria el seu amant i mare de María Ana. De fet, María Ana d'Àustria va néixer en el palau de la princesa de Éboli, abans que Juan d'Àustria marxés a manar les tropes en les Alpujarres en 1569.
Va quedar primerencament òrfena i va ser cuidada fins als set anys per Magdalena de Ulloa. El seu oncle Felipe II va manar que anés enclaustrada en el convent de Madrigal de las Altas Torres.

## Biografia

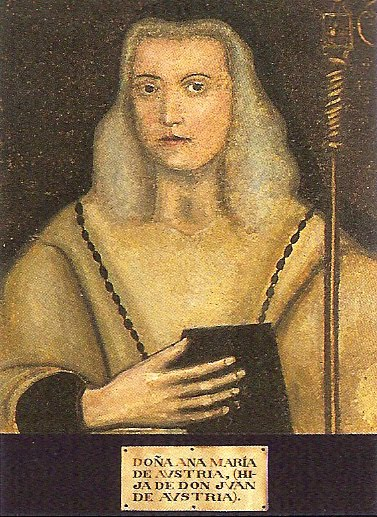
Ana Maria d'Àustria

Donya María Ana d'Àustria professa el 12 de novembre de 1589 en el Monestir de La nostra Senyora de Gràcia el Real de la Vila de Madrigal, de l'Orde de Sant Agustín. La jove religiosa és engalipada per Gabriel d'Espinosa, el cèlebre Pastisser de Madrigal, que es feia passar pel rei En Sebastià I de Portugal, desaparegut el 4 d'agost de 1578 en la batalla d'Alcazarquivir, aprofitant un sorprenent semblant físic amb ell. Corteja a Donya Ana amb la complicitat del seu confessor el portuguès Fra Miguel dels Santos, i aquesta, enlluernada per l'esperança de convertir-se en reina de Portugal, els ajuda. Espinosa és detingut en possessió d'unes joies lliurades per Donya María Ana, que d'aquesta forma es veu involucrada en la conspiració.
Desarticulada la trama, Espinosa és condemnat en 1595, penjat, decapitat i esquarterat, i les seves restes exposades en les entrades de la vila de Madrigal, i Fra Miguel és penjat a la Plaça Major de Madrid. Donya María Ana d'Àustria, desposseïda dels seus privilegis, va ser reclosa en estricta clausura en el Convent de La nostra Senyora de Gràcia d'Àvila.

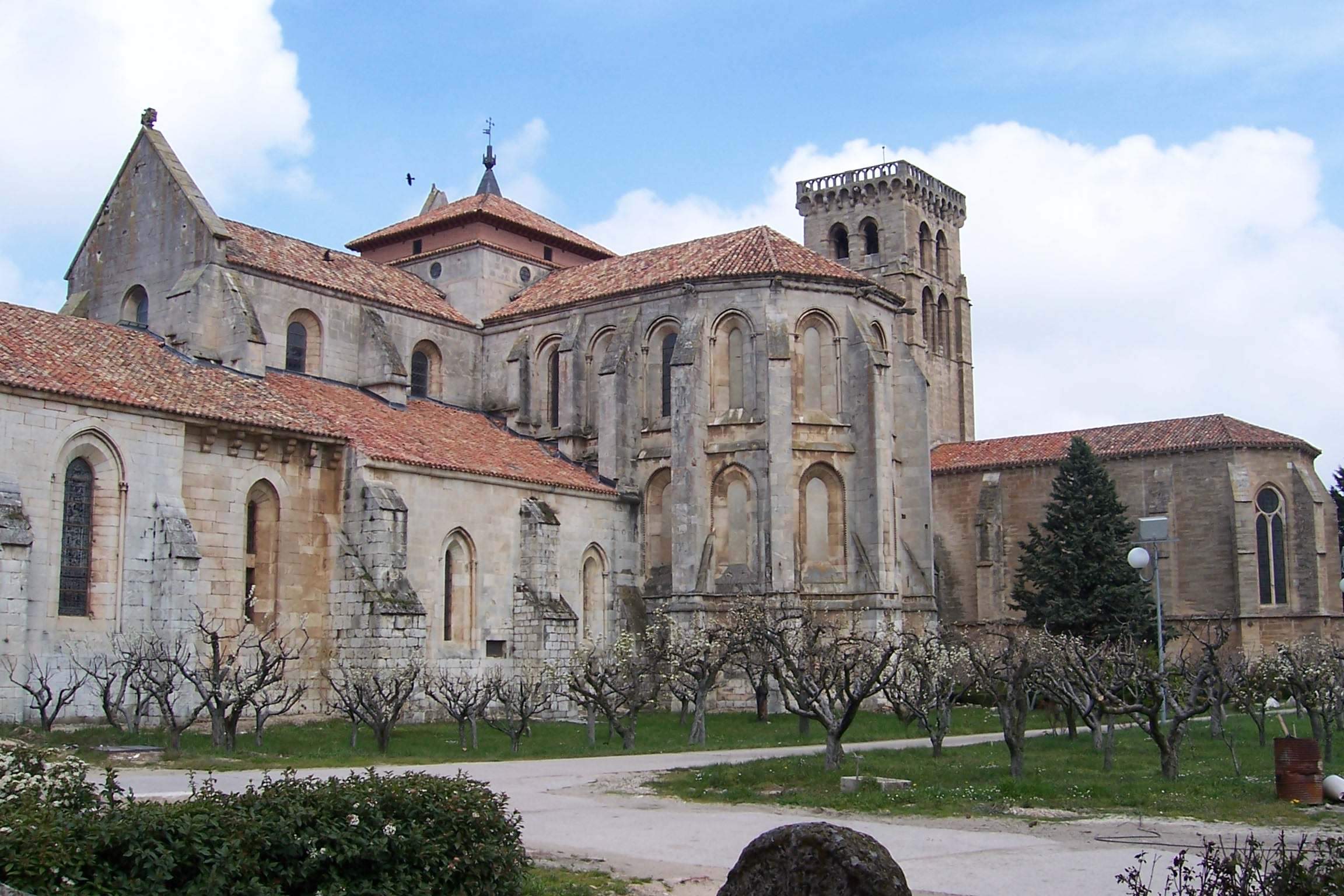
Monestir de Santa María la Real de Las Huelgas on va residir María Ana d'Àustria.

Donya María Ana d'Àustria, de 27 anys i fràgil salut, que vivia des dels 6 en el monestir i portava ja gairebé 5 de professió, desitjava abandonar un estat pel qual no sentia vocació, en el qual havia entrat obligada pel rei.
La culpa de donya Ana d'Àustria es va saldar amb un tancament en el convent agustí d'Àvila. Allí, desproveïda de privilegis, va passar poc més de 3 anys, fins que el seu cosí Felipe III, poc després de succeir al seu pare, la va fer retornar al monestir de Madrigal, on, restituïda la seva influència i recobrada la tranquil·litat d'esperit, va ser triada priora.
Anys després, va ser perdonada pel seu cosí Felipe III, i deixant l'orde de Sant Agustín, va ser nomenada abadessa perpètua del cistercenc Monestir de Santa María de Las Huelgas, el 8 d'agost de 1611, la dignitat més gran eclesiàstica al fet que una dona podia aspirar.

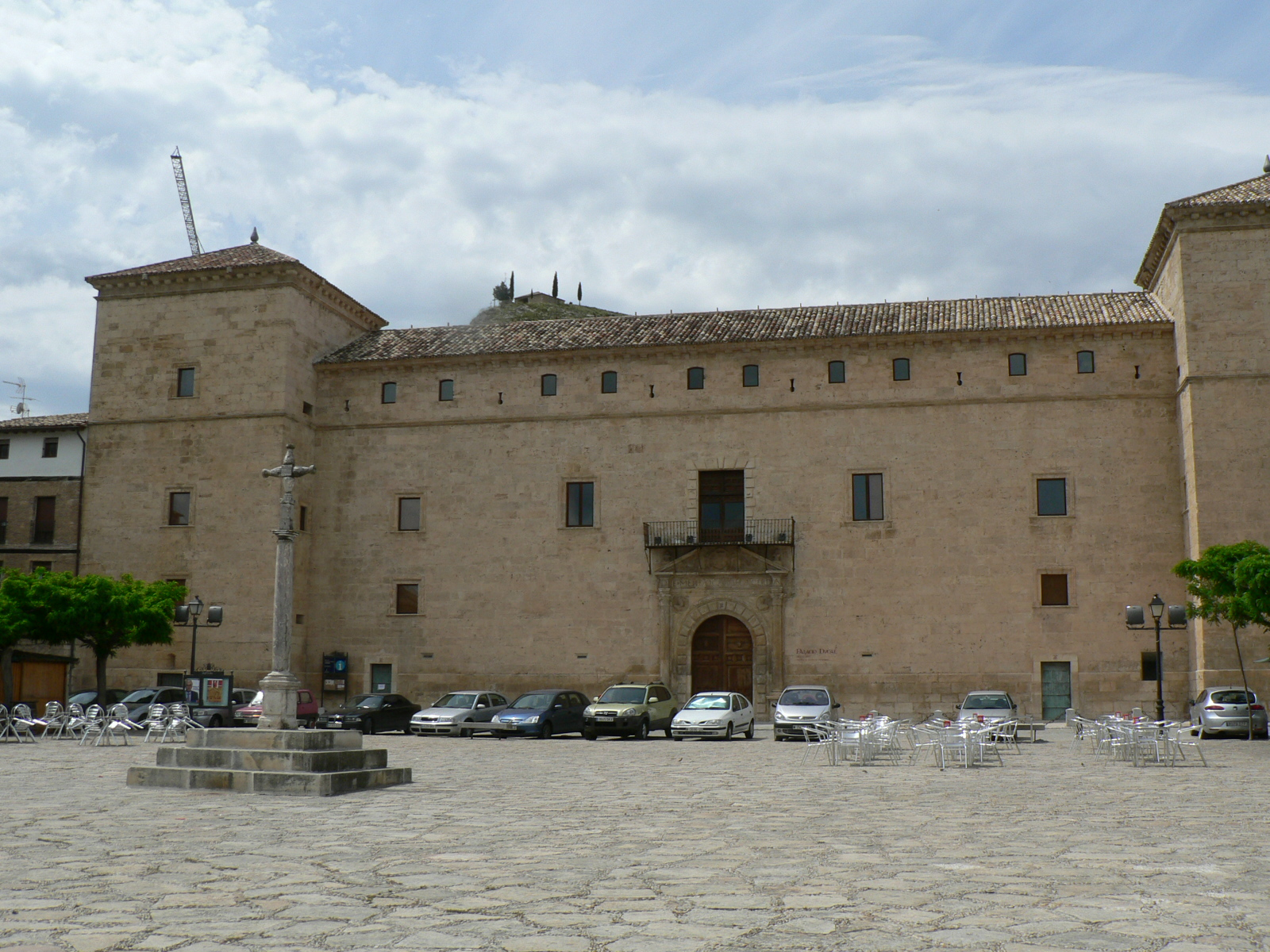
Palacio Ducal de Pastrana, lloc de naixement de Donya Maria Ana d'Àustria

Ana d'Àustria va impulsar noves construccions, renovant la dignitat abacial o dictant definicions per al govern de la casa cistercenca. Fruit de la seva obstinació es van habilitar nous passos, es va construir una nova església i fins i tot una capella funerària per al seu pare, Don Joan d'Àustria.
Va morir en el monestir burgalès a la fi de 1629.